# Meliton (imię)
Meliton – imię pochodzenia greckiego, utworzone od wyrazu pospolitego méli, -itos 'miód' za pomocą przyrostka -n, oznaczające 'człowieka jak miód'. Patronem imienia jest Meliton z Sardes, święty z II wieku.
Meliton imieniny obchodzi 3 stycznia i 1 kwietnia.
Znane osoby noszące to imię:
- Meliton (Sołowjow) – rosyjski biskup prawosławny
- Meliton Balancziwadze – gruziński kompozytor